# (27986) Hanuš
27986 Hanus (1997 VV2) – planetoida z pasa głównego asteroid okrążająca Słońce w ciągu 4,14 lat w średniej odległości 2,58 j.a. Odkryta 4 listopada 1997 roku.